# Brita Elmén
Brita Dagmar Elmén (i riksdagen kallad Elmén i Göteborg), född 9 mars 1900 i Katarina församling i Stockholm, död 23 maj 1983 i Göteborg, var en svensk socialinspektör och folkpartistisk riksdagspolitiker.

## Biografi
Brita Elmén var dotter till grosshandlare Carl August Wilhelm Elmén och Alma Ingeborg Winberg. Hon var anställd vid ett flertal statliga utredningar 1917–1918, var kontorsbiträde vid Socialstyrelsen 1918–1923 och avlade socionomexamen i Stockholm 1923. Hon var personalkonsulent vid AB Textilkompaniet 1924–1927 och vid Borås Wäfveri AB:s avdelning i Skene 1928–1938. Elmén var distriktsinspektris vid yrkesinspektionen i Göteborg 1939–1948 och socialinspektör där från 1948. 
Elmén var ledamot av riksdagens andra kammare för Göteborgs stads valkrets 1949–1966 och var dessutom bland annat regeringsdelegat i textilkommittén av I.L.O. 1946-1947, svensk delegat i FN:s generalförsamling 1953–1954, medlem av Statens konsumentråd, av Svenska institutets råd och av den Svenska Unicefkommittén, ordförande i Svenska skyddsförbundet. Hon var sakkunnig i följande statliga utredningar: tillsynskommittén, 1950 års ungdomsvårdsskoleutredning, nykterhetsvårdsutredningen och eftervårdsutredningen. 
I riksdagen var Elmén ledamot av statsutskottet 1953–1966. Hon var främst engagerad i socialpolitiska frågor, som till exempel vårdbidrag för funktionshindrade och situationen för frånskilda kvinnor.
Elmén var ledamot av Göteborgs stadsfullmäktige 1947–1948 och ordförande i Yrkeskvinnors samarbetsförbund 1953-1958 samt vice ordförande i Folkpartiets kvinnoförbund.